# Семья Дидо

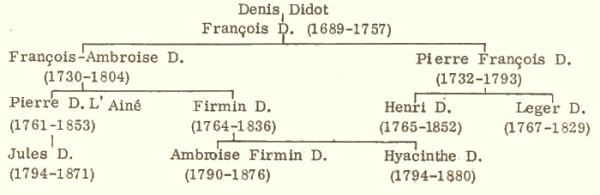
Фрагмент родословной семьи Дидо.

Семья Дидо (фр. Famille Didot) — семья французских типографов, издателей и книготорговцев XVIII и XIX веков:
Франсуа Дидо (1689—1757) — французский типограф, издатель; основал в 1713 году в Париже типографию и открыл книжный магазин.
- - Франсуа-Амбруаз Дидо (1730—1803), изобрёл веленевую бумагу и издал «Collection de classiques français», по указанию Людовика XVI, в трех форматах (in-4, in-8 и in-18).
    - Фирмен Дидо (1764—1836), основал при словолитне гравировальное отделение, применил с успехом на практике только что изобретённый стереотип; удачно перевёл стихи Вергилия и Теокрита. Самый известный из семьи Дидо.
      - Амбруаз Дидо[фр.] (1790—1876), изобрёл бесконечную бумагу и издал «Thesaurus graecae linguae», «Glossarium mediae et infimae Latinitatis», «Bibliothèque des auteurs grecs».
        - Альфред Фирмен-Дидо[вд] (1828—1913), имел типографское заведение в Мениле с 25 машинами, при 400 рабочих, хромолитографию в Париже, с 5 машинами, и бумажную фабрику в Созель-Муссель, с 500 рабочих.
          - Морис Фирмен-Дидо[вд] (1859—1925)
            - Робер Фирмен-Дидо[вд] (1888—1965)
              - Пьер Фирмен-Дидо[фр.] (1921—2001)

      - Гиацинт Фирмен Дидо[фр.] (1794—1880).

  - Пьер-Франсуа Дидо[фр.] (1732—1795), был одновременно типограф, словолитчик, переплётчик и фабрикант бумаги.